# Frank Maichle
Frank Martin Maichle (ur. 20 kwietnia 1896 w Cohocton, zm. 10 sierpnia 1983 w Kenilworth) – amerykański zapaśnik walczący w stylu klasycznym. Olimpijczyk z Antwerpii 1920, gdzie zajął siódme miejsce w wadze półciężkiej.

## Letnie Igrzyska Olimpijskie 1920
| Konkurencja            | Rundy eliminacyjne   | Rundy eliminacyjne  | Klas. końcowa |
| Konkurencja            | II runda             | Ćwierćfinał         | Miejsce       |
| ---------------------- | -------------------- | ------------------- | ------------- |
| 82,5 kg styl klasyczny | Sven Ohlsson (SWE) Z | Axel Tetens (DEN) P | 7.            |